# Jorge Riestra
Jorge Riestra (Rosario, 4 de enero de 1926-Rosario, 3 de febrero de 2016) fue un escritor argentino.
Su primer relato lo escribió con catorce años.
Estudió Magisterio y se dedicó durante unos años a la enseñanza en su ciudad natal, impartiendo clase de Literatura en el Instituto Superior de Comercio. Rechazó una beca en la Universidad de Houston temiendo que si la aceptaba no tuviera el tiempo suficiente para dedicarse a escribir.
Autor de novelas y cuentos, sus obras suelen estar ambientadas en la ciudad de Rosario y describen a menudo el universo de los cafés y billares que conoció el autor en su juventud.
Fue, junto a Rodolfo Vinaqua, asesor literario de la editorial Biblioteca (fundada en 1966 y dirigida por Rubén Naranjo). Terminada la dictadura del Proceso de Reorganización Nacional, dirigió en Rosario el Centro Cultural Bernardino Rivadavia (posteriormente rebautizado como Roberto Fontanarrosa) y consiguió dinamizar la vida cultural de la ciudad.
La concesión en 1988 del Premio Nacional de Literatura le permitió dedicarse a la escritura a tiempo completo.
En 2015 cedió los derechos de publicación de su obra literaria (tanto la ya editada como la inédita) a la Universidad Nacional de Rosario.

## Premios y reconocimientos
- 2002: Premio a la trayectoria artística, concedido por el Fondo Nacional de las Artes.
- 1997: la Academia Los Inolvidables le nombró Ciudadano Ilustre del Casín.
- 1988: Premio Nacional de Literatura por El opus, concedido por la Secretaría de Cultura de la Nación.
- 1963: Premio trienal «Carlos Alberto Leumann».

## Obra

### Libros de relatos
- El taco de ébano. Buenos Aires, 1962 (edición española en La Coruña: Ediciones del Viento, 2007).[6]
- Principio y fin. Rosario: Editorial Biblioteca Popular Constancio C. Vigil, 1966.
- A vuelo de pájaro. Buenos Aires, 1972

### Novelas
- El espantapájaros. Rosario, 1950.
- Salón de billares. Buenos Aires, 1960.
- La ciudad de la Torre Eiffel. Rosario, 1963.
- El opus. Rosario, 1986
- La historia del caballo de oros. Buenos Aires, 1992.

### Antologías
La obra breve de Jorge Riestra aparece antologada en importantes obras nacionales e internacionales:
- Narradores argentinos de hoy I. Buenos Aires, 1971.
- 20 argentinische Erzähler. Berlín, 1975.
- El cuento argentino 1959-1970. Buenos Aires, 1981
- Primera antología de cuentistas argentinos contemporáneos. Buenos Aires: Secretaría de Cultura de la Nación, 1990.